# 滨河马蒂利亚-德洛斯卡尼奥斯
滨河马蒂利亚-德洛斯卡尼奥斯（西班牙語：Matilla de los Caños del Río），是西班牙卡斯蒂利亚-莱昂萨拉曼卡省的一个市镇。 总面积69平方公里，总人口691人（2001年），人口密度10人/平方公里。